# Yannick Bapupa
Yannick Ngabu Bapupa (Kinshasa, 21 gennaio 1982) è un ex calciatore congolese (Repubblica Democratica del Congo), di ruolo centrocampista.

## Carriera

### Club
Ha giocato nella massima serie svedese.

### Nazionale
Tra il 2008 e il 2009 ha giocato cinque partite con la nazionale congolese.

## Statistiche

### Cronologia presenze e reti in nazionale
| Cronologia completa delle presenze e delle reti in nazionale ― RD del Congo | Cronologia completa delle presenze e delle reti in nazionale ― RD del Congo | Cronologia completa delle presenze e delle reti in nazionale ― RD del Congo | Cronologia completa delle presenze e delle reti in nazionale ― RD del Congo | Cronologia completa delle presenze e delle reti in nazionale ― RD del Congo | Cronologia completa delle presenze e delle reti in nazionale ― RD del Congo | Cronologia completa delle presenze e delle reti in nazionale ― RD del Congo | Cronologia completa delle presenze e delle reti in nazionale ― RD del Congo |
| Data                                                                        | Città                                                                       | In casa                                                                     | Risultato                                                                   | Ospiti                                                                      | Competizione                                                                | Reti                                                                        | Note                                                                        |
| --------------------------------------------------------------------------- | --------------------------------------------------------------------------- | --------------------------------------------------------------------------- | --------------------------------------------------------------------------- | --------------------------------------------------------------------------- | --------------------------------------------------------------------------- | --------------------------------------------------------------------------- | --------------------------------------------------------------------------- |
| 25-3-2008                                                                   | Aubervilliers                                                               | RD del Congo                                                                | 0 – 0                                                                       | Gabon                                                                       | Amichevole                                                                  | -                                                                           |                                                                             |
| 1-6-2008                                                                    | Il Cairo                                                                    | Egitto                                                                      | 2 – 1                                                                       | RD del Congo                                                                | Qual. Mondiali 2010                                                         | -                                                                           | 67’                                                                         |
| 8-6-2008                                                                    | Kinshasa                                                                    | RD del Congo                                                                | 1 – 0                                                                       | Malawi                                                                      | Qual. Mondiali 2010                                                         | -                                                                           | 87’                                                                         |
| 12-8-2009                                                                   | Blois                                                                       | RD del Congo                                                                | 1 – 2                                                                       | Senegal                                                                     | Amichevole                                                                  | -                                                                           | 46’                                                                         |
| 14-10-2009                                                                  | Saint-Gratien                                                               | Qatar                                                                       | 2 – 2                                                                       | RD del Congo                                                                | Amichevole                                                                  | -                                                                           | 61’                                                                         |
| Totale                                                                      |                                                                             | Presenze                                                                    | 5                                                                           |                                                                             | Reti                                                                        | 0                                                                           |                                                                             |